# Шастра
Шастра (санскр. शस्त्र, Śāstra IAST) — поняття правил в загальному сенсі в санскритській літературі. В традиційних релігійних текстах термін означав вид коментарів та пояснень, наприклад, до сутри. Зараз термін використовується як суфікс, посилаючись на спеціалізовану область знання, і фактично є синонімом суфіксів «-логія» або «-знавство». Наприклад, Bhautika Shastra — «фізика», Rasayana Shastra — «хімія», Jeeva Shastra — «біологія» тощо. Зазвичай shaastra є знанням, заснованим на принципах, що вважаються вічними.